# Kurung (Kejayan)
Kurung is een bestuurslaag in het regentschap Pasuruan van de provincie Oost-Java, Indonesië. Kurung telt 2264 inwoners (volkstelling 2010).